# Supino (gramática)
Em gramática, supino é uma forma verbo-nominal usada em alguns idiomas.

## Latim
No latim existem dois tipo de supino: I e II. Elas são originalmente as formas verbo-nominais do acusativo e do dativo ou ablativo, respectivamente, da quarta declinação.
O supino I é geralmente usado como a quarta parte principal de verbos latinos e termina em -um. Ele indica finalidade e só pode ser usado com verbos de movimento.
Gladiatores adfuerunt pugnatum. (Os gladiadores vieram para lutar.)
Legati gratulatum cubitum venerunt. (Os mensageiros vieram para parabenizar e dormir.)
O supino II pode ser usado com adjetivos, mas é raramente utilizado. Apenas poucos verbos usam-no tradicionalmente. É derivado do dativus finalis, que expressa finalidade, ou do ablativus respectivus, que indica "a respeito de que". Sua terminação é a mesma do supino I menos o -m final.
Puer difficilis doctu (criança difícil de ser educada)

## Em outros idiomas
Fora do latim, o supino é uma forma verbal não-finita cujo uso assemelha-se ao uso do supino latino.
O supino no inglês é simplesmente o infinitivo (a forma comum do verbo) introduzida pela partícula to.
No romeno, o supino geralmente corresponde a "serve para".
Această carte este de citit. (Este livro é para ler.)
O supino no esloveno é usado após verbos de movimento.  Ele era usado no proto-eslavo, mas foi substituído mais tarde pelo infinitivo na maioria das línguas eslavas. No checo, a desinência -t (antigamente -ti) provém do supino.
No sueco, o supino é usado com um verbo auxiliar para produzir algumas formas verbais compostas.